# Босельи, Себастьян
Хуа́н Себастья́н Босе́льи Граф (исп. Juan Sebastián Boselli Graf; род. 4 декабря 2003, Монтевидео) — уругвайский футболист, защитник клуба «Ривер Плейт».

## Клубная карьера
Босельи — воспитанник клуба «Дефенсор Спортинг». 16 октября 2022 года в матче против «Депортиво Мальдонадо» он дебютировал в уругвайской Примере. По итогам сезона Босельи помог клубу завоевать Кубок Уругвая.

## Международная карьера
В 2023 году в составе молодёжной сборной Уругвая Босельи принял участие в молодёжном чемпионате Южной Америки в Колумбии. На турнире он сыграл в матчах против сборных Колумбии, Чили, Боливии, Парагвая, Бразилии, а также дважды Венесуэлы и Эквадора.
В том же году Босельи стал победителем молодёжного чемпионата мира в Аргентине. На турнире он сыграл в матчах против команд Ирака, Англии, Туниса, Гамбии, США, Израиля и Италии.

## Достижения
Клубные
 «Дефенсор Спортинг»
- Обладатель Кубка Уругвая — 2022

Международные
 Уругвай (до 20)
- Победитель молодёжного чемпионата мира — 2023